# 芒德普雷里鎮區 (明尼蘇達州休斯頓縣)
芒德普雷里鎮區（英語：Mound Prairie Township）是位於美國明尼蘇達州休斯頓縣的一個行政鎮區。

## 地方資料
芒德普雷里鎮區的面積為95.17平方千米，當中陸地面積為93.90平方千米，而水域面積為1.27平方千米。根據2020年美國人口普查的數據，當地共有人口570人，而人口密度為每平方千米5.99人。